# Joseph Schumpeter
Joseph Alois Schumpeter (Triesch, Osztrák–Magyar Monarchia, 1883. február 8. – Taconic, Connecticut, 1950. január 8.) osztrák közgazdász, szociológus, egyben német és amerikai állampolgár is. A 20. század egyik legjelentősebb polgári közgazdásza. Az innováció, a vállalkozó, a technikai fejlődés fogalmak nevéhez köthetők a közgazdaság-tudományban. Érdeklődésének középpontjában a tőkés gazdaság változásának, a konjunktúra-ciklusnak a dinamikája állt, melyet a történeti és szociológiai megközelítésmód ötvözésével elemzett műveiben. 1919–20-ban osztrák pénzügyminiszter volt. 1932-ben az Egyesült Államokba emigrált, s haláláig a Harvard Egyetemen tanított. Tanítványai közé tartozott többek között Paul Samuelson, James Tobin, Richard Musgrave, Abram Bergson, Richard M. Goodwin, Erich Schneider, Gottfried Haberler, Paul Sweezy, Eduard März és John Kenneth Galbraith.

## Életrajza
Joseph Alois Schumpeter a katolikus, morvaországi német posztógyáros Josef Schumpeter és felesége, született Johanna Grüner egyetlen gyermekeként született Trieschben, ami akkoriban az Osztrák-Magyar Monarchia nyugati feléhez tartozott. Apja korai halála után az ötéves gyermek 27 éves anyjával 1888-ban Grazba költözött. Anyja újra férjhez ment, mégpedig Sisimund von Kéler altábornagyhoz, Bécs helyőrség-parancsnokához, aki már az 1893. évi Bécsbe költözés előtt a szárnyai alá vette az ifjút. A Theresianumot nagyon jó eredménnyel végezte el, s ezután a bécsi egyetemen közgazdaságtant és jogot tanult. Tanárai között volt Friedrich von Wieser, Eugen von Philippovich, és 1904-től Eugen von Böhm-Bawerk. 
Az Osztrák-Magyar Monarchia fővárosa ebben az időben a polgári közgazdaságtanban uralomra kerülő „marginális forradalom” egyik központja. Schumpeterre elsősorban Böhm-Bawerk volt nagy hatással. De kapcsolatba került Otto Bauerrel és Rudolf Hilferdinggel is, akik hatására beható ismereteket szerzett a marxizmusból is. Bizalmas viszonyba került nemcsak a Carl Menger és Gustav von Schmoller közötti úgynevezett módszervitával, hanem Böhm-Bawerk és Hilferding elvi vitájával is a marxi érték- és elosztási elméletről. 1905 nyarán letette a jogi, 1906 elején pedig a jogtörténeti és államtudományi szigorlatot, és 1906 februárjában lett jogász doktor.
Ezután Schmoller szemináriumát látogatta Berlinben és kutató hallgatója volt egy évig a London School of Economics-nek, valamint az Oxfordi és a Cambridge-i Egyetemeknek is. 1907 végén feleségül vette Gladys Ricarde Seaver-t, az Anglikán Egyház egy magas rangú tisztségviselőjének a lányát. Majd másfél évig Kairóban élt, ahol egy egyiptomi arisztokratának adott  pénzügyi tanácsokat. Ezután visszatért  a Monarchiába és 26 évesen tanszékvezető egyetemi tanár lett  Czernowitzben (ma Csernyivci Ukrajnában), Bukovina székhelyén 1909-től 1911-ig. Ezelőtt nyerte el magándocensi kinevezését a Bécsi Egyetem Államtudományi Fakultásán. Egyik jelentős könyvét, „A gazdasági fejlődés elmélete” címűt Czernowitzben írta. A könyve 1912-ben jelenik meg. 1911-ben Böhm-Bawerk közbenjárására a császár „legfelsőbb döntése” helyezte a grazi egyetemre, ahol mint a Karl-Franzen Egyetem politikai gazdaságtan professzora, s ezzel a Monarchia legfiatalabb egyetemi professzora lett. 1913-ban New Yorkban a Columbia Egyetemen tanított mint vendégprofesszor, s itt ismerkedett meg Irving Fisherrel, Frank W. Taussiggel és Wesley Clair Mitchell-lel. 

A nagy háború után Berlinben tagja lesz a Karl Kautsky által vezetett, az államosítást előkészítő bizottságnak, melynek tagja Rudolf Hilferding és Emil Lederer is. Arra a kérdésre, hogy a szabad vállalkozás híveként, miért vesz részt a bizottság munkájában, így válaszolt: „Ha valaki öngyilkosságot akar elkövetni, jó, ha orvos van a közelben.” . Schumpeter a nacionalista törekvésekkel szemben a többnemzetiségű Monarchia fennmaradását szorgalmazta és ellenezte a Németországgal való vámunió ötletét.

Az 1916/17-es tanévben a jogi fakultás dékánja lett Grazban. 1919-ben az Osztrák Köztársaság külügy-miniszterének, Otto Bauernek a hívására visszatér Bécsbe, és páton-kívüliként elvállalja a pénzügy-miniszteri tárcát a Karl Renner vezette szociáldemokrata-keresztényszocialista kabinetben. Ám gyorsan vitába keveredett mindkét koalíciós párttal, a szociáldemokratákkal és a keresztényszocialistákkal is. Korábbi egyetemi tanulótársával, a külügyminiszter Otto Bauerrel szintén nem értettek egyet, mindenekelőtt a Németországhoz csatlakozás, vagy az Alpine Montan AG Fiatnak történő eladása kérdésében. A háborús adósságok felszámolására az infláció helyett egyszeri, progresszív vagyonadó kivetésével kívánta előteremteni az adósságokat fedező bevételeket. „Egy korona az egy korona.” – mondattal hirdette meg infláció ellenes álláspontját.  1919. október 17-én a nemzetgyűlés döntése alapján a második Renner-kormányt egy új, szintén Renner vezette kabinet váltotta, melyhez Schumpeter, aki az antanthatalmakhoz való közeledés és a szabad vállalkozás híve volt, már nem tartozott.

Ezután a tanári pályát elhagyva a bécsi Biedermann Bank elnöke lett. Hiteleket vett fel, a pénzeket befektette és költekező, nagyvilági életet folytatott Bécsben. Az 1924-es gazdasági válság ennek hirtelen véget vetett, elvesztette a vagyonát és az állását, hitelezőit hosszú éveken át későbbi egyetemi jövedelmeiből kártalanította. Arthur Spiethoff hívására, aki időközben a bonni egyetemen lett professzor, 1925 októberében Schumpeter az ottani egyetem pénzügyi tanszékének az oktatója lett. 1920-ban elvált angol feleségétől, 1925-ben vette feleségül a húszéves Anna Josefina Reisingert, akinek az apja Schumpeter anyjának házában volt házmester. A fiatalasszony 1926. augusztus 3-án első gyermekének szülésébe az újszülöttel együtt belehalt. Schumpeter anyja már júniusban elhunyt.
Belevetette magát a tudományos munkába és 1926-ban kiadta a „A gazdasági fejlődés elmélete” második, átdolgozott összefoglalóját. Revideált álláspontját az Economic Journal-ban 1928-ban megjelent, The Instability of Capitalism (A kapitalizmus instabilitása) című fogalmazványában tette világossá, mely szerint a versenygazdaságot egyre inkább egy trösztösített kapitalizmus váltja fel. Az Amerikai Közgazdasági Társaság előtt tartott elnöki köszöntőjében 1949-ben a szocializmusba történő átmenetről beszélt. Az ismert marxista prognózissal szemben ezalatt ő mégis inkább egy lopódzó folyamatot értett, amit politikailag korántsem üdvözölt. A pénzelméletről tervezett művét már nem fejezte be, miután Keynes a Treatise on Money (Tanulmány a pénzről) című munkáját 1930-ban megjelentette. 1927 őszétől 1928 tavaszáig és 1930 vége felé vendégprofesszor volt a Harvard Egyetem közgazdasági tanszékén. Ragnar Frisch-sel együtt alapítója lett a Közgazdasági Társaságnak; több éven keresztül annak elnökségébe tartozott és 1940/41-ben elnöke volt. A Németországba történő visszatérése során több előadást tartott Japánban. Berlinben Schumpetert érdekelte egy tanszéki állás Werner Sombart utódjaként, amire azonban mégis Emil Lederert hívták meg.
1932-ben elfogadta a meghívást a Harvard Egyetemre és szeptemberben áttelepült az USA-ba, ahol Taussig házában lakott, míg 1937-ben feleségül nem vette Elizabeth Boody Firuskit. 1933-ban választották be az Amerikai Művészeti és Tudományos Akadémiába. Tanárként elért eredményeit igazolják tanítványai, mint Paul A. Samuelson,James Tobin, Richard Musgrave, Abram Bergson,Richard M. Goodwin, Erich Schneider, Paul Sweezy,Eduard März und John Kenneth Galbraith. Az ő ösztönzésére lett bevezetve a matematikai gazdaságelmélet előadás, amit ő maga tartott, míg Wassily Leontief át nem vette tőle. Az újkori dicsőséget, melyet Keynes az 1936-ban megjelent, „A foglalkoztatás, a kamat és a pénz általános elmélete” című könyvével a Harvardon is besöpört, Schumpeter nem osztotta, s ez kedvezőtlen kritikájában kifejezésre is jutott.
1939-ben adta ki kétkötetes elemzését a gazdasági ciklusokról, melyben Schumpeter a kapitalista gazdasági folyamat, különösen az egymást követő ciklusok összjátékának az új értelmezését mutatta be. Az utóbbi értelmezése 1940-ben Simon Kuznets által erős kritikának lett alávetve. Erre fel azon gondolkodott, hogy a Yale-re megy, de végül rábírták, hogy a Harvardon maradjon. 1942-ben publikált munkájának, „A demokrácia, a kapitalizmus és a szocializmus”-nak a gondolati magja a demokráciának olyan teóriája, ami a közgazdasági gondolkodást a politikai folyamat elemzésénél felhasználja. Ez az idea később az „Új politikai gazdaságtan”-ban következésképpen „A politika közgazdasági teóriája”-ban lett tovább víve és lett a demokratikus szocializmus egyik alapvetése.
A háborús évek alatt Schumpeter egészségi állapota megromlott, s növekvő mértékben gondozásra szorult. Egyre gyakoribbak lettek részéről a sértő megjegyzések Keynes ellen vagy a rasszista kijelentések. 1948-ban mégis megválasztott elnökként állt az Amerikai Közgazdasági Társaság előtt és megkezdett egy hatalmas munkát, „A közgazdasági elemzés történeté”-t, ami befejezetlen maradt. Ezt halála után az özvegye adta ki 1954-ben. Schumpeter 1950. január 8-án halt meg gutaütésben.

## Tudományos munkássága, közgazdasági nézetei
Schumpeter közgazdász és szociológus voltát jellemzi, hogy műveiben a történeti és szociológia megközelítésmód dominál a közgazdasági elemzésekben is. Már 23 évesen szembefordul az osztrák iskola matematika-ellenességével, melynek egyik vezető képviselője, Menger szerint a közgazdaságtan tárgya nem a mennyiségi viszonyok, hanem a gazdasági jelenségek lényege. Schumpeter ezzel szemben Walras általános egyensúly-elméletét tekintette mérvadónak, bár ő maga azt vallotta, hogy az adott problémához kell a megfelelő módszert megtalálni. Az elméleti közgazdaságtan jövőjét a 20. század elején Jevonshoz hasonlóan matematikai tudománynak látta. Tudományos érdeklődésének középpontjában a kapitalista gazdaság változásának jelenségei, a statika és dinamika, az egyensúly és fejlődés fogalmainak az értelmezése álltak.
Schumpeter különbséget tett az időben változatlanul reprodukáló gazdasági rendszer és az egyensúlyi elmélet továbbfejlesztéseként általa leírt gazdasági fejlődés között. Az előbbit stacionárius folyamatként jellemezte, s a gazdasági fejlődést tekintette a legfontosabb jelenségnek a gazdaságban, melyre már az cambridge-i iskola megalapítója, Alfred Marshall is rámutatott, aki szerint a változó intézményi feltételek és történelmi körülmények között végbemenő gazdasági fejlődés tekintendő a legfontosabbnak. Bár a neoklasszikus közgazdászok többsége elfogadva az evolúció elméletét a gazdaságban, a gazdasági fejlődést úgyszólván szakadatlannak tartotta.

Schumpeter ezzel a szemlélettel szembefordulva bizonyította, hogy a gazdasági fejlődés nem folyamatos változás és a rendszeren belüli tényezőkből fakadó. A ciklikusan jelentkező fellendülések hajtóerejének az innovációt tartotta, amelyben döntő szerepet tulajdonított a kreatív vállalkozóknak, akik a korábban statikus módon alkalmazott termelőeszközöket új célok szolgálatába állítják a termelési tényezők új kombinációinak a megvalósítása során. Ily módon a termelési eszközök megszerzéséhez a vállalkozóknak pótlólagos vásárlóerővel kell rendelkezniük, amit a bankok hitelnyújtása biztosít a számukra. Az újítások révén a vállalkozók átmeneti előnyre, profitra tesznek szert mindaddig, amíg az innovációk tömegesen el nem terjednek. 
Schumpeter tehát a fejlődés fogalmát az új létrehozásával azonosítja. Így nála a stacionáris folyamatban nem létezik tőke, a megtermelt termelési eszközök készlete, s nincs tőkés avagy vállalkozó sem, nincs profit és kizárt a kamat is, mert nem létezik az idő problémája sem a folyamat részvevői számára. A pénz is csak a cserét megkönnyítő technikai eszköz. 
A fejlődés fogalma Schumpeternél az innovációra korlátozódik, ami nála a vállalkozó létezési módja. Az innováció ötféle megjelenését különbözteti meg: új termék létrehozása, új termelési eljárás bevezetése, új beszerzési vagy értékesítési piac meghódítása, új szervezeti forma alapítása.
A stacionárius folyamat részvevői szerinte csupán technikai végrehajtók. Ezzel a szemlélettel Walras és Pareto felfogását követi, akik kizárták a pszichológiai mozzanatokat. A vállalkozó magatartását Schumpeter azonban végső soron pszichológiai mozgatórugókra vezeti vissza, mint a dinasztia alapítás vágya, a hódításra törekvés vagy az alkotás öröme. Kritikusai ezt szemére is vetették.
Schumpeter élesen elválasztja a tőkést és a vállalkozót. Nála a bankár a tőkés, aki a semmiből teremtett hitellel – Schumpeter csak ezt tekinti hitelnek – segíti a vállalkozót az új kombinációkhoz szükséges termelési eszközök megszerzésében. A tőkét, a profitot és a kamatot csak az innovációval azonosított fejlődés jelenségeként ismeri el. A kamatot a profitból fizetett egyfajta adóként kezeli, mert elfogadja ő is Walras feltevését, hogy az egyensúlyban nincs profit. 
Schumpeter a tőkének a stacionárius folyamatból történő kizárásával nem fogadja el a polgári közgazdászok többségének az álláspontját, akik három termési tényezőt, a földet, a munkát és a tőkét ismerik el, s a kamatot a tőke határtermékének tekintik. Schumpeter így átvette Böhm-Bawerk tőke felfogását, aki a tőkét nem tekintette eredeti termelési tényezőnek. Ugyanakkor nem fogadta el kamatelméletét, ami a jelenbeli és a jövőbeli javak szubjektív értékítéletű különbségére épült.
A kamatnak a tagadása a stacionárius folyamatban kritikusai szerint Schumpeter elméletének a gyenge pontja. Amennyiben a tőke itt nem hoz többletet, akkor a tőke tulajdonosát semmi sem ösztönzi arra, hogy fogyasztás helyett az elhasználódott termelési eszközöket pótolja, tehát a folyamat így leállna.
Schumpeter a konjunktúra-ciklus lényegének a vállalkozó tevékenységét tartotta, melynek következtében az innováció révén egyensúlyzavar lép fel, majd az innováció továbbterjedésével és a gazdaságban történő adaptálásával új egyensúlyi állapot jön létre.

## Művei
- Das Wesen und der Hauptinhalt der theoretischen Nationalökonomie (1908)
- A gazdasági fejlődés elmélete.(1912, magyarul 1980.)
- Epochen der Dogmen- und Metodengeschichte (1914)
- Die Krise des Steuerstaates (1918)
- Business Cycles: A Theoretical Historical and Statistical Analysis of the Capitalist Process (1-2, 1939)
- Capitalism, Socialism and Democracy (1942)
- The March into Socialism (1950)
- Ten Great Economists (1951)

### Magyarul
- A gazdasági fejlődés elmélete Vizsgálódás a vállalkozói profitról, a tőkéről, a hitelről, a kamatról és a konjunktúraciklusról; ford. Bauer Tamás; Közgazdasági és Jogi, Budapest, 1980

## Adalékok
Franz Josef Strauss néhai bajor miniszterelnök és német szövetségi hadügyminiszter a Német Ipari és Kereskedelmi Kamara ülésén 1967-ben Schumpetertől származó kijelentésként idézte a következőt: „Inkább bízom a kolbászkészletet a kutyára, mint az államháztartási tartalékot egy demokratikus kormányra.”
Az imperializmus-vitához történt hozzászólásában az imperializmus alatt ő a legfelső társadalmi réteg végül is irracionális, a legtöbbször belpolitikailag motivált és felhasznált sovinizmusának a kifejezését értette.
Elfogadott, hogy Schumpeter kooperatív látásmódja befolyásolta John Kenneth Galbraith-t az „Új ipari állam” című könyvének megírásában.
A Volkswagen-alapítvány egy kutatást-támogató programot nevezett el a tiszteletére Schumpeter Fellowship néven. Az osztrák gazdasági és kutatási minisztérium Schumpeter-ösztöndíjat adományoz.
Linzben 1965 óta van egy róla elnevezett utca. 1994-ben Bécs 21. kerületében, Floridsdorf-ban szintén az ő nevét kapta egy kis utca. Németországban is több település van, ahol a nevét utcanév őrzi: Berlinben Schumpeterstraße, Bonnban Joseph-Schumpeter-Allee, Dortmundban Schumpeterweg.
Grazban, a Karl-Franz Egyetemen, ahol Schumpeter 1911 és 1921 között tanított, alapítottak egy Schumpeter központot  a kortárs szocio-gazdasági elemzések és a gazdasági fejlődés tanulmányozása céljából.
A brit The Economist magazin a gazdaságról és az innovációról, 2009 szeptembere óta, hetente megjelenő rovatát a tiszteletére Schumpeterről nevezte el, kifejezésre juttatva ezzel, hogy Schumpeter egyike volt azon intellektuelleknek, akik megértették a vállalkozói tevékenység lényegét.